# Gare de Khouribga
La Gare de Khouribga est située à 1 km du centre-ville de Khouribga, une ville de la région Béni Mellal-Khénifra au Maroc.

## Présentation

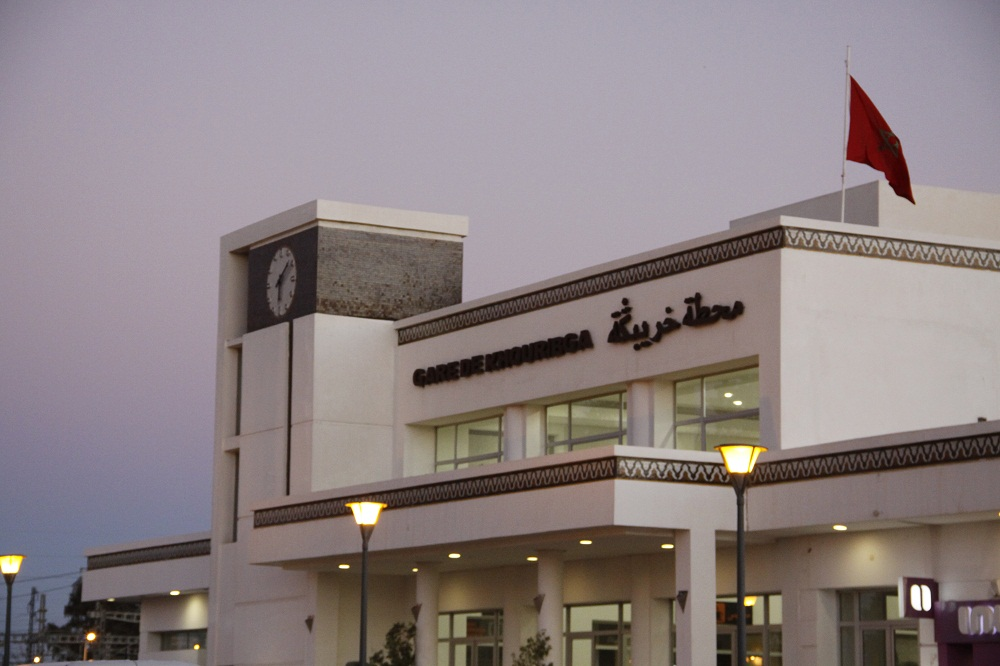
Gare de Khouribga

La gare ferroviaire de Khouribga est l'une des premières gares de chemins de fer implantées au Maroc à l'aube du protectorat français. Cette gare est conçue  afin d'assurer le transport des phosphates  des mines environnantes vers le port de Casablanca. Elle a été totalement rénovée en 2009 dans le cadre du projet de la mise à niveau des gares marocaines lancé par l'Office national des chemins de fer.